# K2-28
K2-28とは、金属が豊富なスペクトル分類がM4の主系列星である。確認されたトランジットを起こす太陽系外惑星の1つがこの恒星の周囲を公転していることが知られている。K2-28の北東5.2秒角の位置の別の恒星が存在しているが、この恒星は固有運動が異なるため、物理的に無関係であり、おそらく背景にある恒星である。

## 惑星系

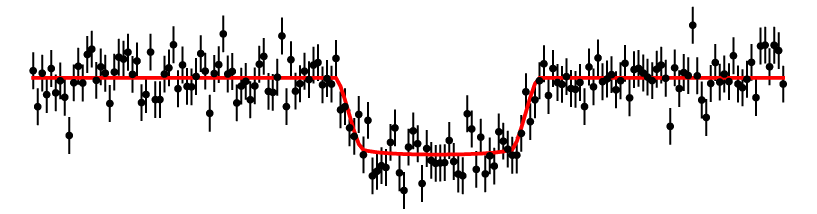
スピッツァー宇宙望遠鏡からのK2-28のトランジット光度曲線

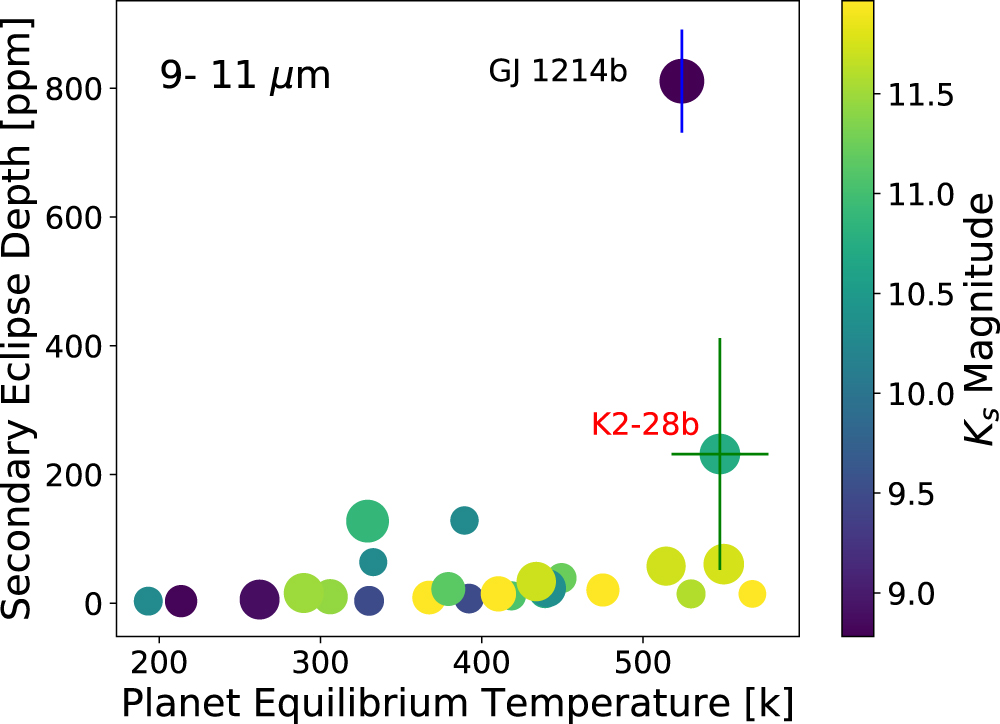
比較的明るいM型矮星の周囲を公転する小さくて温度の低い惑星のSecondary eclipse深度対温度

### 発見
K2-28bは、Vanderburgらによって太陽系外惑星の候補として最初に報告された。2016年、ケプラー宇宙望遠鏡のK2観測の最初の年から59174個の恒星を観測したところ、234個の惑星候補が発見された。その後まもなく、K2-ESPRINTプロジェクトは、惑星候補が赤色矮星の周囲を接近した軌道で公転するスーパー・アースサイズの惑星であることを確認した。

### 特徴
K2-28bは、わずか2.26日の公転周期を持つミニ・ネプチューンサイズの惑星である。公転周期が短いにもかかわらず、主星の光度が低いため、惑星の平衡温度は比較的低い500ケルビンである。主星のサイズが非常に小さいため、この惑星はジェイムズ・ウェッブ宇宙望遠鏡による透過分光法の特に好ましいターゲットであり、およそ5回のトランジットを観測することで大気が曇っているか澄んでいるかを判断できるはずである。比較的明るいM型矮星の周囲を公転する小さくて温度の低い惑星のグループの中で、予測されるSecondary eclipseの深さは230ppmであり、GJ 1214 bに次ぐ惑星である。
| 名称 （恒星に近い順） | 質量                       | 軌道長半径 （天文単位） | 公転周期 (日)       | 軌道離心率 | 軌道傾斜角       | 半径               |
| --------------------- | -------------------------- | ----------------------- | ------------------- | ---------- | ---------------- | ------------------ |
| b                     | 7.18+5.92 −3.08（推定） M⊕ | 0.0191+0.0037 −0.0029   | 2.2604455±0.0000010 | 0          | 87.1+0.90 −0.74° | 2.56+0.27 −0.26 R⊕ |